# Ibrahim an-Nakha'i
Ibrahim ibn Yazid an-Nakha'i (en arabe : إبراهيم بن يزيد النخعي), né en 39 AH (an 659 ou 660 du calendrier julien) ou en 47 AH  (an 667 ou 668 du calendrier julien) et mort en 96 AH (an 714 du calendrier julien), est un juriste (faqîh) et traditionniste (mouhaddith) de l'époque des tabi'ine. 

## Origine
Sa nisba dénote une appartenance à la tribu des Banou Nakha' (en) originaire du Yémen.   

## Famille
Sa filiation patrilinéaire (nasab) est la suivante : Ibrahim ibn Yazid ibn Qaïs ibn Al-Aswad ibn Amr ibn Rabi'ah ibn Dhouhl ibn Sa'd ibn Malik ibn An-Nakha' (en arabe : إبراهيم بن يزيد بن قيس ابن الأسود بن عمرو بن ربيعة بن ذهل بن سعد بن مالك بن النخع). Il en existe cependant une autre version qui diffère seulement au niveau du quadrisaïeul. 
De par sa mère, il est le petit-neveu d'Alqamah ibn Qays an-Nakha'i et le neveu d'Al-Aswad (en) et d'Abderrahmane ibn Yazid (ar),. 
Résident de Koufa, Ibrahim Al-Nakhai a appris les connaissances d'Abdullah ibn Masud, et deviendra avec Amer Al-Sha'bi muftis du peuple de Kufa à leur époque. Ibrahim avait mémorisé le Coran, appris de son oncle Alqamah et de son oncle maternel Al-Aswad. Il était opposé aux Murji'ah.
Comme d'autres sunnites de Koufa, il était d'avis qu'Ali était supérieur à Othman.

## Fiqh
Ibrahim an-Nakha'i a eu une certaine influence sur la construction de l'école (madhhab) de jurisprudence (fiqh) hanafite (Abou Hanifa lui-même concourait à 90 % de ses opinions) au point de faire dire à Behnam Sadeghi (en) que « si la loi hanafite avait été nommée d'après Ibrahim an-Nakha'i, cela n’aurait pas été une mauvaise appellation ».
Ibrahim an-Nakha'i considérait le fait de ne pas prier comme de la mécréance (koufr). 

## Caractéristiques
Ibrahim an-Nakha'i était borgne,.
Il avait la réputation d'être un adepte de l'ascèse (zouhd), sa femme Hounaïda rapportant par exemple qu'il jeûnait un jour sur deux à l'image du prophète David,.

### Relation avec Al-Hajjaj
Comme Saïd ibn Joubaïr, Moudjahid, 'Assim ibn Abi an-Najoud (en), Ach-Cha'bi et d'autres, il considérait le gouverneur omeyyade d'Irak Al-Hajjaj comme un mécréant (kafir).  
Un jour, Al-Hajjaj voulut le mettre en prison mais Ibrahim at-Taymi (ar), profitant du fait qu'il avait le même nom que lui (Ibrahim ibn Yazid), se dénonça à sa place et fut emprisonné dans des conditions épouvantables au point d'en mourir en 711 ou en 714. 
Lorsque Hammad ibn Abi Sulayman l'informa de la mort d'Al-Hajjaj, il effectua une prosternation de remerciement (soujoud ach-choukr) et se mit à pleurer de joie.  
Ibrahim al-Nakhai est mort en l'an 96 AH à Kufa dans le califat d'Al-Walid ibn Abd al-Malik.